# رينيه غوفرو
رينيه غوفرو هو محامي وسياسي كندي، ولد في 18 ديسمبر 1954 في مونتريال في كندا. نشط حزبياً في الحزب الكيبيكي. وقد انتخب عضو الجمعية الوطنية في كيبك ‏.